# The Lost Get Found (canción)
The Lost Get Found es una canción de la artista Britt Nicole de su álbum The Lost Get Found. Una canción pop a medio tiempo,  "The Lost Get Found" fue lanzado el 16 de junio de 2009 hasta las tiendas digitales.  Alcanzó el puesto no. 1 en la radio cristiana y no.  8 en la Billboard 

## Antecedentes
La canción fue escrita por la cantante Britt Nicole y por Ben Glover. Líricamente la canción hanbla del amor de Cristo

## Rendimiento Gráfico
Para la semana que finalizó el 22 de agosto de 2009,  "The Lost Get Found"  alcanzó el puesto # 8 en Billboard Hot Christian Songs. Se quedó en la carta por 11 semanas. La canción también fue no. 1 en  Radio y Records  por 8 semanas consecutivas

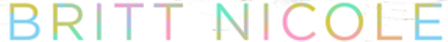
logo de Britt Nicole

## Video musical
El video oficial de la canción fue lanzada en YouTube 30 de octubre de 2009.
Más tarde fue lanzado en iTunes  el 17 de noviembre El vídeo es donde Britt hacer un viaje por carretera y decirle a la gente lo real de Jesucristo.

## Track listings
- Digital download

1. "The Lost Get Found" — 3:25

- Digital extended play[5]

1. "The Lost Get Found" (Karaoke) - 3:21
2. "The Lost Get Found" (Remix) - 3:43
3. "The Lost Get Found" (Music Video) - 3:34

## Apariciones
"The Lost Get Found" también es del álbum WOW Hits 2010. y delAcoustic.